# Ici Besançon
 (février 2024).
 (février 2024).
Si vous disposez d'ouvrages ou d'articles de référence ou si vous connaissez des sites web de qualité traitant du thème abordé ici, merci de compléter l'article en donnant les références utiles à sa vérifiabilité et en les liant à la section « Notes et références ».
Ici Besançon, anciennement France Bleu Besançon est l'une des stations de radio généraliste du réseau Ici de Radio France. Elle a pour zone de service les départements du Doubs, de la Haute-Saône et du Jura.
Elle prend la suite de FR3 Radio Franche-Comté qui diffusait en modulation de fréquence sur le réseau 1 (France Inter), le matin. Le premier décrochage local sur les ondes moyennes de France Inter a lieu en 1966. En passant, sous la tutelle de Radio France, le 1er janvier 1983, elle change de nom pour devenir Radio France Besançon, et se voit doter en 1984/1985, d'un réseau FM 5, autonome, sur les départements de la Franche Comté, excepté l'Est (Territoire de Belfort et l'est du Doubs), desservi depuis fin 1982, par Radio Belfort (devenu Radio France Belfort).
Le 4 septembre 2000, les radios locales de Radio France sont réunies dans le réseau France Bleu qui fournit un programme commun national que reprennent les programmes locaux des stations en régions.
Le 6 janvier 2025, le réseau France Bleu et toutes ses radios locales changent de nom pour devenir « ici ». France Bleu Besançon devient « ici Besançon ».

## Siège local
Le siège se situe au 2 place Granvelle à Besancon.

## Direction locale
- Directeur : Bruno Marion
- Rédacteur en chef : Marie-Coralie Fournier
- Responsable des programmes : Thomas Debono
- Responsable technique : Sarah Starke